# Oxira inconsequens
Oxira inconsequens är en fjärilsart som beskrevs av Rothschild 1920. Oxira inconsequens ingår i släktet Oxira och familjen nattflyn. Inga underarter finns listade i Catalogue of Life.